# Stanisław Olejniczak (koszykarz)
Stanisław Feliks Olejniczak (ur. 28 marca 1938 w Zbąszyniu, zm. 1 lutego 2022) – polski koszykarz, występujący na pozycji obrońcy, reprezentant kraju, olimpijczyk z Tokio 1964.

## Życiorys
Uczestnik mistrzostw Europy w roku 1963 podczas których Polska wywalczyła srebrny medal oraz w roku 1965 podczas których drużyna Polska wywalczyła brązowy medal. W reprezentacji Polski (w latach 1961-1966) rozegrał 121 spotkań zdobywając 628 punktów.
Znajdował się w składzie Legii Warszawa, kiedy ta podejmowała gwiazdy NBA – 4 maja 1964. W zespole All-Stars znajdowali się wtedy: Bill Russell, Bob Pettit, Oscar Robertson, Tom Heinsohn, Jerry Lucas, Tom Gola, Bob Cousy, K.C. Jones, czyli dziś sami członkowie Galerii Sław Koszykówki. W spotkaniu tym zdobył 9 punktów, występując na parkiecie przez cały mecz wraz z Jerzym Piskunem, Andrzejem Pstrokońskim, Tadeuszem Suskim i Januszem Wichowskim. Drużyna z Warszawy przegrała to spotkanie 76-96. Różnica punktów okazała się najniższą spośród wszystkich pięciu drużyn, które rywalizowały z NBA All-Stars.
Na Igrzyskach Olimpijskich w 1964 wraz z reprezentacją Polski zajął 6. miejsce.

## Odznaczenie
Odznaczony Krzyżem Kawalerskim Orderu Odrodzenia Polski.

## Osiągnięcia
Na podstawie, o ile nie zaznaczono inaczej.
Drużynowe
- Mistrz Polski (1958, 1966, 1969)
- Wicemistrz Polski (1961, 1968)
- Brązowy medalista mistrzostw Polski (1959)
- Zdobywca pucharu Polski (1968, 1970)
- Uczestnik rozgrywek pucharu Europy:
  - Mistrzów Krajowych (1959 - półfinał, 1964 - TOP 8, 1967, 1968, 1970 - TOP 16)
  - Zdobywców Pucharów (1964, 1971 - TOP 8)

Reprezentacja
- Wicemistrz Europy (1963)
- Brązowy medalista mistrzostw Europy (1965)
- Zdobywca Pucharu Narodów (1966 – Francja)[5]
- Uczestnik:
  - igrzysk olimpijskich (1964 – 6. miejsce)
  - mistrzostw Europy (1961 – 9. miejsce, 1963 - 2. miejsce, 1965 - 3. miejsce)